# Jobandtalent
Jobandtalent es una plataforma de empleo española que opera en el sector de empleo temporal y los servicios de recursos humanos que conecta a trabajadores con empresas con su app. La compañía, que fue fundada en 2009 por Felipe Navío, Juan Urdiales y Tabi Vicuña, tiene oficinas en las todas provincias de España, Reino Unido, Alemania, Suecia, Francia, México y Colombia. 

## Historia

### Lanzamiento
Felipe Navío, Juan Urdiales y Tabi Vicuña fundaron Jobandtalent en 2009 con el objetivo de cambiar el proceso de búsqueda de empleo de forma que las ofertas de empleo identifiquen a los candidatos que correspondan al perfil. La misión de la empresa es "asegurar que los candidatos no pierdan ninguna oferta de empleo adecuada a su perfil". Según los fundadores, la aplicación sirve para ayudar a profesionales oportunidades de trabajo, facilitándoles hallar las vacantes que más les interesan. Desde el 2009, Jobandtalent ha desarrollado guías de ayuda para la búsqueda de empleo, al principio aprovechando Facebook y las conexiones sociales y desde 2012 con un algoritmo de selección de personal.[cita requerida]

### Crecimiento
En enero de 2012, abrió una oficina en Barcelona y una segunda en Londres. Un año y medio más tarde, la empresa obtuvo una financiación de 3.3 millones de USD (2.5 millones de euros), lo que permitió una expansión a nivel internacional.
En julio del 2014, Jobandtalent obtuvo 14 millones de USD (10,2 millones de euros) en una nueva ronda de financiación, la mayor ronda de financiación serie A en España a la fecha. Entre los inversores destacan las empresas Qualitas Equity Partners, Kibo Ventures, Fundación José Manuel Entrecanales y los Business Ángel Pelayo Cortina Koplowiz, Nicolás Luca de Tena y Alfonso Villanueva.
En este mismo mes, Félix Ruiz, cofundador de Tuenti, fue nombrado presidente de Jobandtalent. Ruiz comenzó su relación con esta empresa como inversor en 2012.
En mayo de 2015, Jobandtalent anunció el cierre de una ronda de financiación serie A de 23 millones de euros, que supone una extensión a la inversión conseguida el año anterior. Esta ronda estuvo liderada por el empresario español Pelayo Cortina Koplowitz, junto con las firmas inversoras del anterior año.
En junio de 2016, Jobandtalent hizo público el cierre de una nueva ronda de inversión serie B de 38 millones de euros, liderada por el fondo de inversión Atómico, junto a FJ Labs y los inversores Adejemi Ajao y Steve Goodman. Atómico es un fondo internacional creado por el fundador de Skype, Niklas Zennström

### Cambio de modelo de negocio
Tras pasar por un modelo de negocio de "Bolsa de empleo", en 2016 Jobandtalent giró hacia un modelo de negocio transaccional en el que pasó a ser una Empresa de Empleo Temporal. Tras varios meses de transición en la que la compañía tuvo que hacer profundos cambios en su negocio para completar la transición de modelo, Jobandtalent encontró una senda de crecimiento que le llevó a multiplicar su facturación de los 5 millones de euros anuales los 137 millones de euros con los que cerró 2018.

## Funcionamiento
Jobandtalent conecta a candidatos con ofertas de empleo y a las empresas con candidatos, gracias a un algoritmo desarrollado por la propia empresa para facilitar el proceso de búsqueda de empleo y de contratación. La aplicación ofrece servicios de búsqueda de empleo, sugerencias de ofertas de empleo, publicación de ofertas de empleo para empresas y gestión del contrato para  pequeñas y medianas empresas, además de proporcionar consejos para entrevistas de trabajo, redacción de  un currículum, etc.[cita requerida]

### Algoritmo
El algoritmo desarrollado por la empresa conecta a los candidatos con las ofertas de empleo mediante el estudio de los nombres de los puestos de trabajo y las áreas de actividad de las ofertas y los candidatos

## Reconocimientos
- V Premio Joven Empresa Innovadora concedido por la Fundación Zaragoza Ciudad del Conocimiento en 2011, que premia los 50 compañías españolas más innovadoras.[17][18]
- Bully Award 2011 por White Bull como una de las mejores Compañía startup europeas[19]
- El periódico Financial Times reconoce a jobandtalent como una de las mejores Compañía startup en junio del 2012, una lista que incluye a Tuenti y Trovit[20]
- Premio a la Mejor Startup del año en marzo del 2013 por The Next Web[21]
- Ganador en 2013 de "The Best Internet Spain Startup & Investor Summit" en la Categoría de Internet[22]
- Finalista en 2014 en la categoría de "Mejor uso del Móvil" y otras categorías en los premios británicos de reclutamiento en línea Onrec
- Considerada en 2014 como la Mejor Startup en Madrid por la revista Actualidad Económica[23]
- Finalista en los premios "Technical Innovation Awards 2015" y "Best use of Mobile Awards 2015" en los premios Onrec Recruitment Awards[24]
- Ganador del premio "The Creative Online Marketing Award 2016" en los premios Onrec Recruitment Awards[25]